# Yukarıoyumca
Yukarıoyumca ist ein Dorf (Köy) im Landkreis Mazgirt der türkischen Provinz Tunceli. Im Jahr 2011 lebten in Yukarıoyumca 33 Menschen.